# Kambur (Porkeri)
Kambur er et 206 meter højt fjeld i Porkeri fjeldene på Suðuroy i det sydligste Færøerne, Det ligger på nordsiden af bygden Porkeri. Kambur er også synligt fra bygden Hov.